# Лалпур (подокруг)
Лалпур (бенг. লালপুর, англ. Lalpur) — подокруг на северо-западе Бангладеш. Входит в состав округа Натор. Образован в 1869 году. Административный центр — город Лалпур. Площадь подокруга — 327,92 км². По данным переписи 1991 года численность населения подокруга составляла 216 973 человек. Плотность населения равнялась 662 чел. на 1 км². Уровень грамотности населения составлял 24,2 %. Религиозный состав: мусульмане — 94,87 %, индуисты — 8,73 %, прочие — 0,3 %.